# Stazione di Piscinola
La stazione di Piscinola era una stazione ferroviaria posta sulla linea Alifana bassa. Serviva il quartiere di Piscinola, nella città di Napoli.

## Storia
La stazione, situata nei pressi dell'odierna stazione di Piscinola-Scampia della linea 1 e della linea Arcobaleno, venne attivata il 30 marzo 1913 insieme alla tratta ferroviaria da Napoli a Capua (Alifana bassa). Era una stazione relativamente importante.
A causa della crescente urbanizzazione dell’hinterland napoletano, nel secondo dopoguerra il servizio ferroviario ormai non risultava più adeguato alle esigenze; pertanto il 20 febbraio 1976 l’esercizio dell'Alifana bassa venne sospeso, in previsione della costruzione di una nuova linea metropolitana corrente più ad est.

## Strutture e impianti
La stazione disponeva di 2 binari per il servizio viaggiatori. Il fabbricato viaggiatori e i binari sono stati sostituiti nell'ambito dei lavori per la costruzione delle nuove linee sopra citate.